# Годой-Морейра
Годой-Морейра (порт. Godoy Moreira) — муниципалитет в Бразилии, входит в штат Парана. Составная часть мезорегиона Северо-центральная часть штата Парана. Входит в экономико-статистический микрорегион Ивайпоран. Население составляет 3499 человек на 2007 год. Занимает площадь 131,005 км². Плотность населения — 21,1 чел./км².

## История
Город основан в 1990 году.

## Статистика
- Валовой внутренний продукт на 2003 год составляет 18 892 611,00 реалов (данные: Бразильский институт географии и статистики).
- Валовой внутренний продукт на душу населения на 2003 год составляет 5807,75 реалов (данные: Бразильский институт географии и статистики).
- Индекс развития человеческого потенциала на 2000 год составляет 0,672 (данные: Программа развития ООН).